# Feketeszegélyű kígyógomba
A feketeszegélyű kígyógomba (Mycena pelianthina) a kígyógombafélék családjába tartozó, Európában honos, mérgező gombafaj.

## Megjelenése
A feketeszegélyű kígyógomba kalapjának átmérője 2,5–5 cm, alakja kezdetben domború, majd hamar kiterül; szabálytalan és közepén kis púp található. A nedves gomba kalapszéle bordázott és jól elhatárolódik. Felszíne sima vagy sugarasan szálas. Színe szárazon lilás krémszín, nedvesen lilás szürkésbarna, a kalap szélén sötétebb sáv látható. Húsa törékeny, vizenyős, színe fehéres. Szaga erősen, íze enyhén retekszerű.
Közepesen sűrűn álló lemezei élükön fogazottak, felkanyarodók vagy tönkhöz nőttek. Színük szürkéslila. Spórapora fehér. Spórái 5-7 x 2,5-3 mikrométeresek, elliptikusak, sima felszínűek, belül olajcseppekkel.
Tönkje 5–8 cm magas és 0,5–1 cm vastag. Alakja hengeres, egyenes vagy meggörbül, felülete hosszanti szálas. Színe a kalapéval megegyező.

### Hasonló fajok
A szintén mérgező retekszagú kígyógombával (lilább, a kalap szélén nincs sötétebb sáv) és rózsás kígyógombával (rózsaszínű, sáv nélkül) téveszthető össze.  

## Elterjedése és termőhelye
Európában honos, főleg a kontinens középső és északi részén gyakori. Magyarországon nem ritka. Elsősorban lombos erdőkben, főleg bükkösökben található meg tápanyagdús, inkább meszes talajon. Júniustól októberig terem.

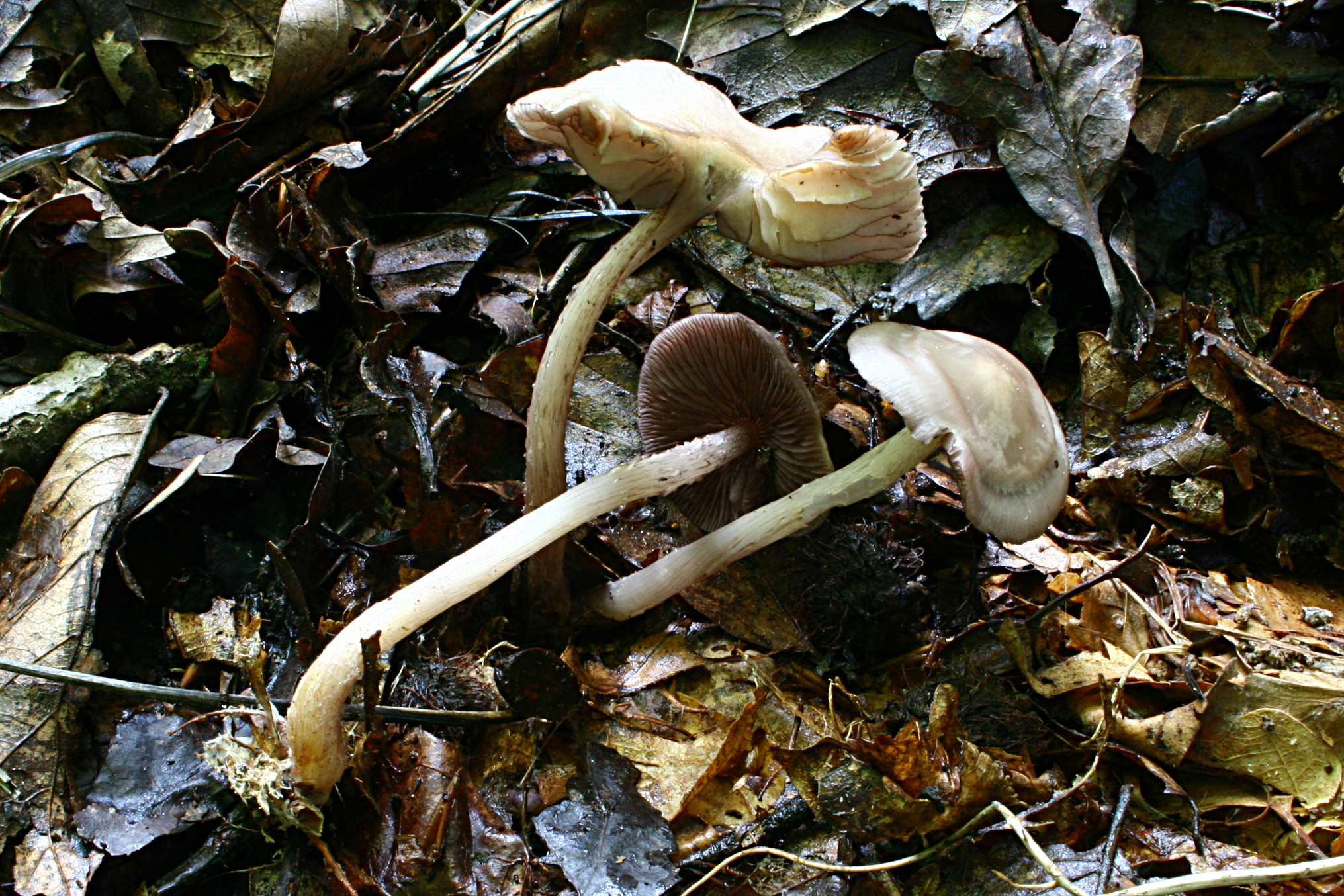
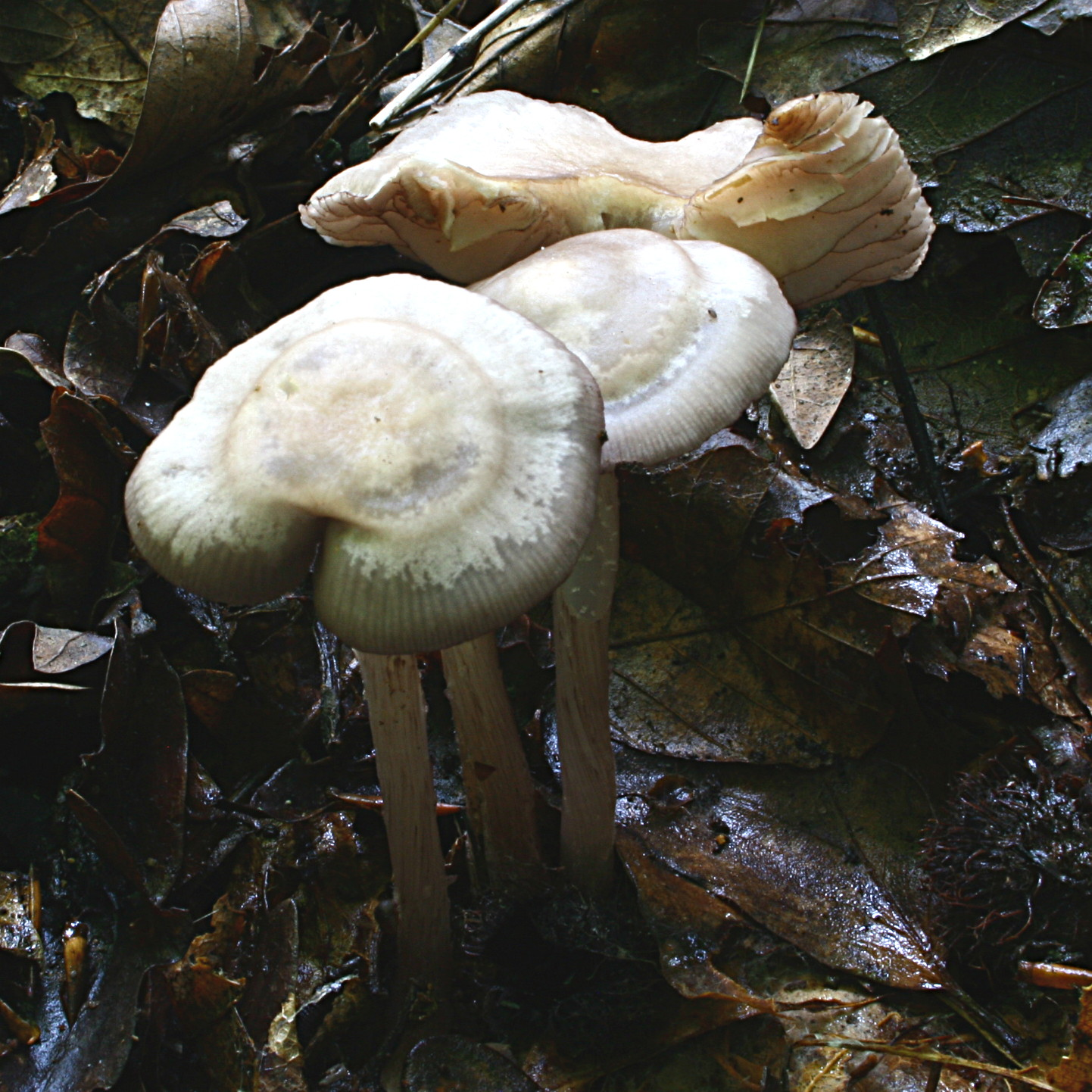
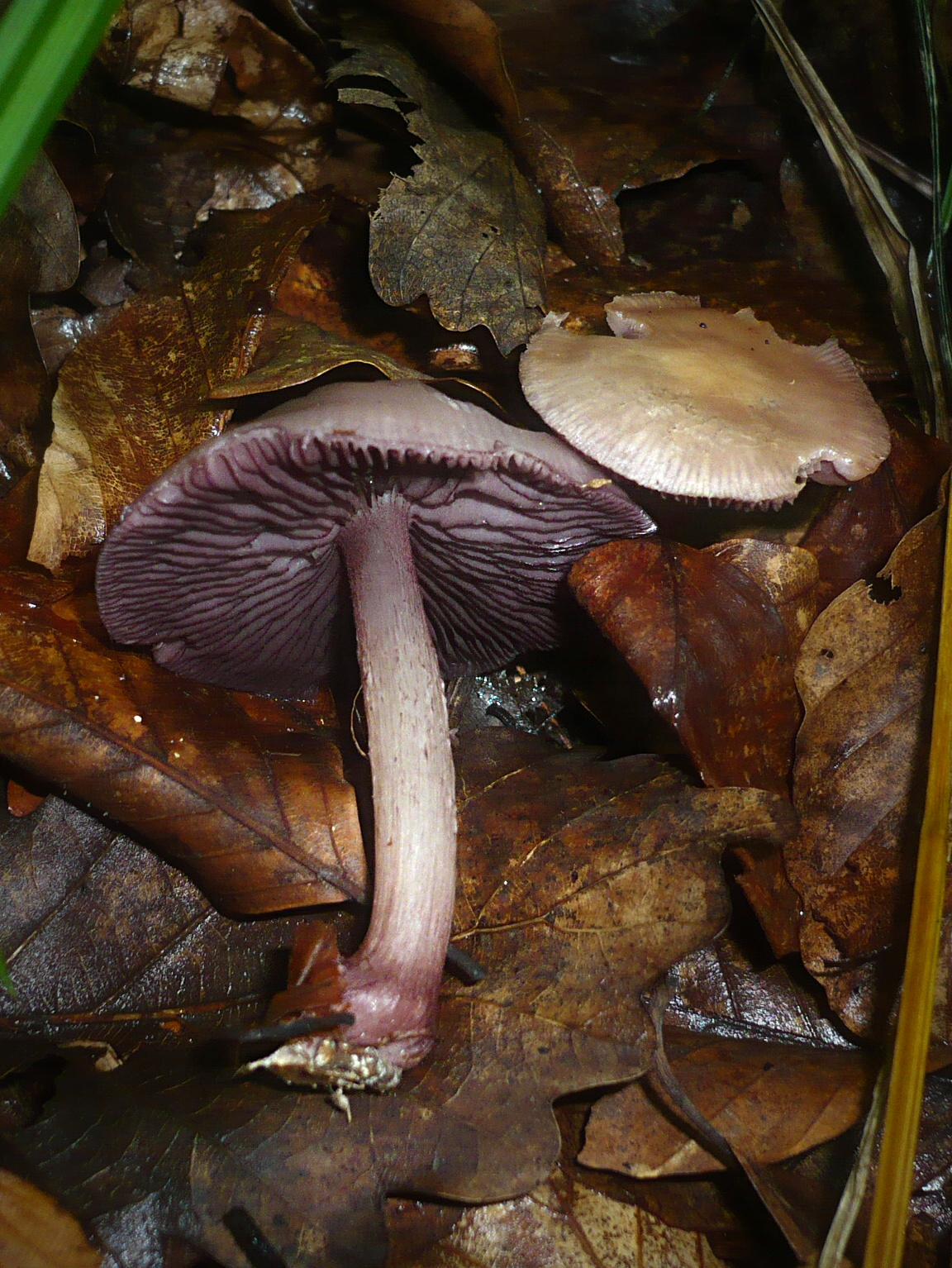

Mérgező, muszkarint tartalmaz.  